# Ubi primum (León XII)
Ubi primum es una encíclica del Papa León XII publicada el 5 de mayo de 1824; es la primera encíclica del Papa León XII, siendo promulgada al asumir éste su pontificado. Para algunos autores, fue el preludio de las encíclicas Mirari vos (Gregorio XVI) y Quanta cura junto con su documento complementario denominado Syllabus Errorum (Pío IX).
Este documento llama a los obispos a ser buenos pastores, deplorando por cierto la indiferencia religiosa; adicionalmente, se transforma en una respuesta de la Santa Sede a la difusión de la Biblia en lenguas denominadas "vulgares", considerada como una acción peligrosa latente en las nacientes repúblicas de América Latina, por lo que a través de su promulgación, condena las actividades llevadas a cabo por las Sociedades Bíblicas y prohíbe la distribución de Biblias en lenguas vernáculas, independiente de si éstas fueran traducciones católicas reconocidas. 
En efecto, y haciendo alusión a la IV sesión realizada en el Concilio de Trento -que trató cuestiones sobre los Libros Sagrados y las tradiciones de los Apóstoles- indica en su punto 17º que:

«(...) las comúnmente llamadas Sociedades Bíblicas (...) trabajan por todos los medios con el fin de alcanzar una traducción de la Santa Biblia, o más bien una mala traducción, hacia lenguas vulgares (...)» (Encíclica Ubi primum del Papa León XII, 1824, punto 17º).